# Villers-sur-Fère
Villers-sur-Fère és un municipi francès situat al departament de l'Aisne i a la regió dels Alts de França. L'any 2007 tenia 453 habitants.

## Demografia

### Població
El 2007 la població de fet de Villers-sur-Fère era de 453 persones. Hi havia 160 famílies de les quals 20 eren unipersonals (20 dones vivint soles i 20 dones vivint soles), 60 parelles sense fills, 68 parelles amb fills i 12 famílies monoparentals amb fills.
La població ha evolucionat segons el següent gràfic:
Habitants censats

### Habitatges
El 2007 hi havia 181 habitatges, 159 eren l'habitatge principal de la família, 15 eren segones residències i 7 estaven desocupats. 179 eren cases i 2 eren apartaments. Dels 159 habitatges principals, 138 estaven ocupats pels seus propietaris, 16 estaven llogats i ocupats pels llogaters i 5 estaven cedits a títol gratuït; 1 tenia una cambra, 2 en tenien dues, 10 en tenien tres, 47 en tenien quatre i 99 en tenien cinc o més. 122 habitatges disposaven pel capbaix d'una plaça de pàrquing. A 58 habitatges hi havia un automòbil i a 90 n'hi havia dos o més.

### Piràmide de població
La piràmide de població per edats i sexe el 2009 era:
| Homes | Edats   | Dones |
| ----- | ------- | ----- |
| 0     | 95 o +  | 0     |
| 0     | 90 a 94 | 0     |
| 8     | 85 a 89 | 4     |
| 4     | 80 a 84 | 8     |
| 0     | 75 a 79 | 4     |
| 0     | 70 a 74 | 4     |
| 8     | 65 a 69 | 8     |
| 12    | 60 a 64 | 16    |
| 4     | 55 a 59 | 4     |
| 20    | 50 a 54 | 12    |
| 12    | 45 a 49 | 28    |
| 16    | 40 a 44 | 24    |
| 16    | 35 a 39 | 20    |
| 8     | 30 a 34 | 4     |
| 28    | 25 a 29 | 4     |
| 8     | 20 a 24 | 0     |
| 36    | 15 a 19 | 24    |
| 16    | 10 a 14 | 24    |
| 16    | 5 a 9   | 8     |
| 8     | 0 a 4   | 4     |

## Economia
El 2007 la població en edat de treballar era de 307 persones, 223 eren actives i 84 eren inactives. De les 223 persones actives 207 estaven ocupades (120 homes i 87 dones) i 16 estaven aturades (7 homes i 9 dones). De les 84 persones inactives 28 estaven jubilades, 29 estaven estudiant i 27 estaven classificades com a «altres inactius».

### Ingressos
El 2009 a Villers-sur-Fère hi havia 163 unitats fiscals que integraven 457 persones, la mediana anual d'ingressos fiscals per persona era de 17.207 €.

### Activitats econòmiques
Dels 10 establiments que hi havia el 2007, 1 era d'una empresa extractiva, 1 d'una empresa alimentària, 5 d'empreses de construcció, 1 d'una empresa d'informació i comunicació, 1 d'una entitat de l'administració pública i 1 d'una empresa classificada com a «altres activitats de serveis».
Dels 4 establiments de servei als particulars que hi havia el 2009, 1 era un paleta, 1 guixaire pintor, 1 fusteria i 1 electricista.
L'any 2000 a Villers-sur-Fère hi havia 6 explotacions agrícoles.

## Equipaments sanitaris i escolars
L'únic equipament sanitari que hi havia el 2009 era una ambulància.
El 2009 hi havia una escola elemental.

## Poblacions més properes
El següent diagrama mostra les poblacions més properes.